# Primeiro-ministro da Indonésia
A Indonésia, em suas várias encarnações, teve o cargo de primeiro-ministro (em indonésio:  Perdana Menteri Republik Indonesia) de 1945 até 1967. Durante este período, o primeiro-ministro esteve encarregado do Gabinete da Indonésia, um dos três ramos do governo juntamente com o Comitê Nacional Indonésio Central e do Presidente. Depois de seu decreto 1959, o Presidente Sukarno assumiu o papel e os poderes do primeiro-ministro até sua renúncia em 1967.

## História
A Constituição da Indonésia de 1945 estabelece que a Indonésia é construída em torno de um sistema presidencialista; como tal, não havia disposições constitucionais para um primeiro-ministro. No entanto, a partir de 1945 um primeiro-ministro foi escolhido para chefiar o gabinete. A posição do primeiro-ministro foi posteriormente garantida pelo artigo 52 da Constituição Provisória de 1950. 
O primeiro-ministro, escolhido pelo presidente, era encarregado de lidar com assuntos rotineiros do governo e estar no comando do Gabinete, responsável perante o Presidente e o Vice-Presidente.
Na prática, o primeiro-ministro foi responsável pelo Corpo de Trabalho do Comitê Nacional Indonésio Central (em indonésio:  Komite Nasional Indonesia Pusat ou KNIP) e tinha de consultar o presidente antes de tomar decisões importantes. Se o primeiro-ministro entrasse em conflito com o KNIP ou o Presidente, outro poderia ser escolhido. 
Devido à instabilidade dos gabinetes da coligação, os primeiros-ministros, muitas vezes enfrentaram votos de confiança. Toda grande mudança política tinha a chance de ter oposição, seja pelo governo ou pela oposição. Como tal, alguns gabinetes duravam apenas alguns meses. 
Em 5 de julho de 1959, Sukarno emitiu um decreto presidencial declarando que, devido à incapacidade do KNIP para chegar a uma maioria de dois terços, a Constituição de 1945 iria ser restabelecida; isso retirou o fundamento constitucional para o cargo de primeiro-ministro. No entanto, em 9 de julho do mesmo ano, Sukarno assumiu o título de primeiro-ministro, além da Presidência da República; mais tarde, usando a frase "Eu sou o presidente e o primeiro-ministro", como uma mensagem dominante em seus discursos. Após o golpe fracassado contra o governo em 1965 e da liberação de um documento transferindo todo o poder político a Suharto, Sukarno perdeu o título de primeiro-ministro em conjunto com a Presidência.

## Lista de primeiros-ministros da Indonésia
| №   | Retrato                | Nome (Nascimento-Morte)                  | Mandato                | Mandato               | Partido político           | Presidente(s) | Presidente(s) |
| --- | ---------------------- | ---------------------------------------- | ---------------------- | --------------------- | -------------------------- | ------------- | ------------- |
| 1   | Sutan Sjahrir          | Sutan Sjahrir (1909–1966)                | 14 de novembro de 1945 | 3 de julho de 1947    | Partido Socialista         |               | Sukarno       |
| 2   | Amir Sjarifuddin       | Amir Sjarifuddin (1907–1948)             | 3 de julho de 1947     | 29 de janeiro de 1948 | Partido Socialista         |               | Sukarno       |
| 3   | Mohammad Hatta         | Dr. Mohammad Hatta (1902–1980)           | 29 de janeiro de 1948  | 16 de janeiro de 1950 | Não partidário             |               | Sukarno       |
| —   | Susanto Tirtoprodjo    | Susanto Tirtoprodjo (1900–1969) (Acting) | 29 de janeiro de 1948  | 16 de janeiro de 1950 | Não partidário             |               | Sukarno       |
| 4   | Abdul Halim            | Abdul Halim (1911–1988)                  | 16 de janeiro de 1950  | 5 de setembro de 1950 | Não partidário             |               | Sukarno       |
| 5   | Muhammad Natsir        | Mohammad Natsir (1908–1993)              | 5 de setembro de 1950  | 26 de abril de 1951   | Partido Masyumi            |               | Sukarno       |
| 6   | Soekiman Wirjosandjojo | Soekiman Wirjosandjojo (1898–1974)       | 26 de abril de 1951    | 1 de abril de 1952    | Partido Masyumi            |               | Sukarno       |
| 7   | Wilopo                 | Wilopo (1908–1981)                       | 1 de abril de 1952     | 30 de julho de 1953   | Partido Nacional Indonésio |               | Sukarno       |
| 8   | Ali Sastroamidjojo     | Ali Sastroamidjojo (1903–1976)           | 30 de julho de 1953    | 11 de agosto de 1955  | Partido Nacional Indonésio |               | Sukarno       |
| 9   | Burhanuddin Harahap    | Burhanuddin Harahap (1917–1987)          | 11 de agosto de 1955   | 20 de março de 1956   | Partido Masyumi            |               | Sukarno       |
| (8) | Ali Sastroamidjojo     | Ali Sastroamidjojo (1903–1976)           | 20 de março de 1956    | 9 de abril de 1957    | Partido Nacional Indonésio |               | Sukarno       |
| 10  | Djuanda Kartawidjaja   | Djuanda Kartawidjaja (1911–1963)         | 9 de abril de 1957     | 9 de julho de 1959    | Não partidário             |               | Sukarno       |
| 11  | Sukarno                | Sukarno (1901–1970)                      | 9 de julho de 1959     | 25 de julho de 1966   | Não partidário             |               | Sukarno       |